# Польтерабенд

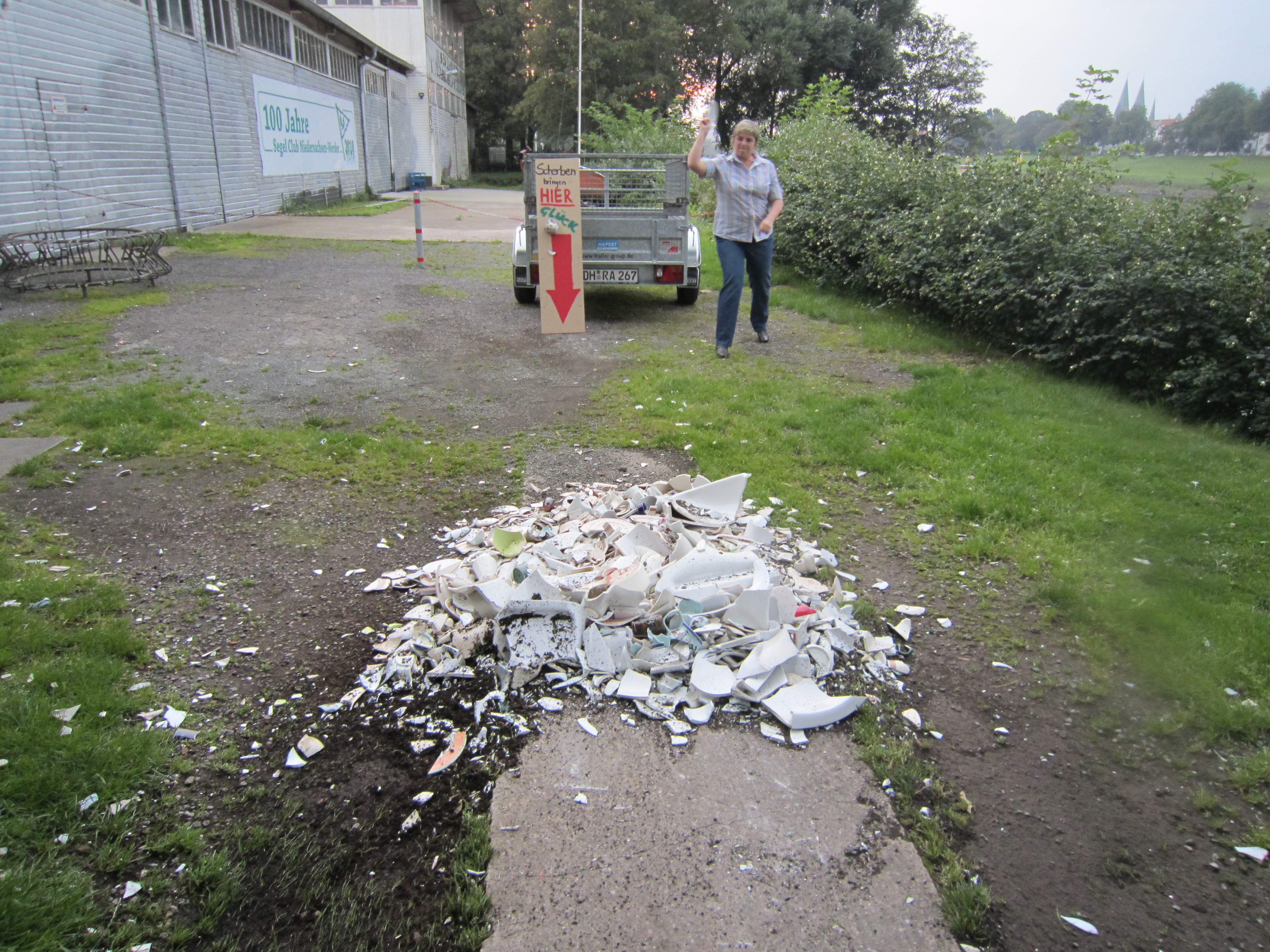
Битьё посуды

По́льтерабенд (нем. Polterabend — букв. «шумный вечер») — существующий в Германии свадебный обычай. Он заключается в том, что вечером накануне или за несколько дней до свадьбы жених и невеста приглашают на вечеринку друзей и знакомых, которые приносят старую фарфоровую посуду. Эту посуду перед домом разбивают на мелкие кусочки. Часто бьют не только посуду, но и различный утиль из керамики или стекла. Иногда даже приносят и разбивают унитаз. Нельзя только бить зеркала, поскольку это считается плохой приметой.
Считается, что так отгоняют от дома новой семьи злых духов. После этого жених и невеста собирают осколки, а друзья в это время осыпают их горохом или чечевицей, желая жениху и невесте здоровья, счастья, хорошего и здорового потомства.
На польтерабенд обычно готовят множество национальных блюд и напитков. Если кто-то из друзей не может прийти на саму свадьбу, то он приходит на польтерабенд.